# Outburst!
Outburst! ist ein Familienspiel von Brian Hersch, das in dessen Verlag Hersch and Company 1986 erschien und in zahlreichen Auflagen und Sondereditionen von wechselnden Verlagen veröffentlicht und angeboten wurde. Die aktuelle Auflage erschien 2017 bei Hasbro.
Es handelt sich um ein in zwei Teams gespielten Party- und Wissensspiel, bei dem die Mitspieler zu einem vorgegebenen Oberbegriff möglichst viele korrekte Antworten geben müssen.

## Thema und Ausstattung
Das Spiel Outburst! ist ein in zwei Teams gespieltes Wissensspiel, bei dem die Mitspieler zu einem Oberbegriff möglichst viele korrekte Antworten geben müssen. Kern des Spiels sind Stichwortkarten mit einem Oberbegriff und jeweils 10 Suchbegriffen, die unter einem roten Feld verborgen sind und nur durch einen entsprechenden Filter gelesen werden können.
Das Spielmaterial bestand bei älteren Versionen aus 200 Stichwortkarten, dem Lösungsfilter, einem Spielplan mit einer Zählleiste, zwei Markierungssteinen bzw. Spielfiguren, für jede Spielerfarbe je drei Jokerchips, einem 10-seitigen Würfel und einer Sanduhr. In aktuellen Versionen wird auf den Spielplan und die Spielfiguren verzichtet und es sind mehr Stichwortkarten vorhanden.

## Spielweise
Zu Beginn des Spiels werden zwei Teams gebildet. Jedes Team erhält drei Joker-Chips und im Fall der älteren Auflagen eine Spielfigur, die auf das Startfeld des Spielplans gestellt wird. Die beiden Teams spielen abwechselnd, wobei immer ein Team das Rateteam stellt und das andere die Antworten prüft.
Ein Spieler bekommt die Sanduhr und den Kartenleser. Er zieht eine Karte und liest dem gegnerischen Team den Überbegriff vor. Das Team kann entscheiden, ob es diese Karte annimmt oder einen Joker-Chip einsetzt, um sie dem gegnerischen Team zuzuspielen. Entscheidet sich das Team für die Annahme, steckt der Spieler die Karte in das Lesegerät, dreht die Sanduhr um und das Rateteam ruft zu dem Oberbegriff passende Begriffe. Fällt ein Begriff, der auch auf der Karte steht, wird dieser durch das Lesegerät markiert. Wenn die Sanduhr abgelaufen ist, endet die Runde und die korrekten Antworten werden ausgezählt. Lehnt das Team die Karte ab, wird sie zur Seite gelegt und das andere Team muss sie in der folgenden Runde spielen. Für das aktuelle Team wird eine neue Karte gezogen, die nicht erneut abgelehnt werden darf. Bei der Auszählung zählt jede korrekte Antwort jeweils einen Punkt. Nach dem Auszählen würfelt das Rateteam mit dem 10-seitigen Würfel und bestimmt damit eine Bonus-Antwort. Hat das Team diese Antwort korrekt gegeben, bekommt es einen Bonus von drei Punkten (bei der Nutzung eines Spielplans gibt das entsprechende Spielfeld den Bonuswert an).
Das Spiel endet, wenn ein Team 60 Punkte bzw. das Ende der Zählleiste erreicht und damit gewonnen hat.

## Ausgaben und Entwicklungen
Outburst! wurde von dem amerikanischen Spieleautor Brian Hersch entwickelt und bei dessen Verlag Hersch and Company als Version mit Karten und Spielbrett veröffentlicht. 1988 erschien das Spiel bei Parker Brothers, die weitere Auflagen bis 2001 herausbrachten. Die erste deutsche Auflage erschien 1996 bei MB Spiele und 2001 veröffentlichte Mattel das Spiel unter dem Namen TOP 10!. Die aktuelle Auflage erschien 2017 bei dem Verlag und Spielzeugproduzenten Hasbro sowohl in einer englischen wie auch in einer deutschen Version.

## Belege
1. 1 2 3 4 5  Spieleanleitung Wissens-Spektrum zum Download
2. ↑  Versionen von Outburst! in der Spieledatenbank BoardGameGeek (englisch); abgerufen am 2. Dezember 2017.